# Municipio de Port Emma
El municipio de Port Emma (en inglés: Port Emma Township) es un municipio ubicado en el condado de Dickey en el estado estadounidense de Dakota del Norte. En el año 2010 tenía una población de 35 habitantes y una densidad poblacional de 0,5 personas por km².

## Geografía
El municipio de Port Emma se encuentra ubicado en las coordenadas 45°59′13″N 98°12′18″O / 45.98694, -98.20500. Según la Oficina del Censo de los Estados Unidos, el municipio tiene una superficie total de 69.88 km², de la cual 68,62 km² corresponden a tierra firme y (1,8 %) 1,26 km² es agua.

## Demografía
Según el censo de 2010, había 35 personas residiendo en el municipio de Port Emma. La densidad de población era de 0,5 hab./km². De los 35 habitantes, el municipio de Port Emma estaba compuesto por el 100 % blancos. Del total de la población el 0 % eran hispanos o latinos de cualquier raza.